# Інчукалнський край
Інчука́лнський кра́й (латис. Inčukalna novads) — адміністративно-територіальна одиниця Латвійської Республіки. Розташований у центральній частині країни, в історичному регіоні Ліфляндія. Адміністративний центр — Інчукалнс. Створений 2009 року. Площа — 112,2 км². Населення — 7935 осіб (2011). До складу краю входять місто і 1 волость.